# آرمان رمضانی
آرمان رمضانی (زادهٔ ۱ تیر ۱۳۷۱) بازیکن فوتبال اهل ایران است که در پست مهاجم در باشگاه فوتبال مس رفسنجان در لیگ برتر خلیج فارس بازی می‌کند.

## عملکرد باشگاهی

### اکسین البرز
آرمان رمضانی در ۱ مرداد ۱۳۹۶ با قراردادی به اکسین البرز پیوست این انتقال درحالی صورت گرفت که آرمان رمضانی پیشتر در همین پنجره نقل و انتقالاتی به فولاد خوزستان پیوسته بود اما مسئولان باشگاه فولاد در تصمیمی عجیب چند روز باقی مانده به بسته شدن پنجره نقل و انتقالاتی وی را کنار گذاشتند.

### سایپا کرج
وی پس از نیم فصل بازی برای اکسین البرز در ۹ دی ۱۳۹۶ با قراردادی سه ساله به سایپا پیوست و شاگرد علی دایی در این تیم شد وی همچنین با پیراهن این تیم توانست گل مهمی را به پرسپولیس به ثمر برساند.

### پرسپولیس تهران
در ۱۸ شهریور ۱۳۹۹، آرمان رمضانی با قراردادی به مدت ۲ سال، به تیم پرسپولیس پیوست.
نخستین بازی او برای پرسپولیس، در ۲۵ شهریور ۱۳۹۹ در مرحله گروهی لیگ قهرمانان آسیا ۲۰۲۰ در ورزشگاه بنیاد قطر در مسابقه‌ای برابر التعاون بود که با پیروزی ۱ بر ۰ پرسپولیس، همراه شد.وی همراه با پرسپولیس توانست عنوان نایب قهرمانی لیگ قهرمانان آسیا ۲۰۲۰ را کسب کندپرسپولیس در بازی مرحله یک‌هشتم ۱ بر ۰ تیم السد را شکست دادو در بازی مرحله یک‌چهارم ۳۰ سپتامبر ۲ بر ۰ تیم پاختارکورتاشکند را شکست داد پرسپولیس در بازی نیمه نهایی ۳ اکتبر در ورزشگاه جاسم‌بن‌حمد در ضربات پنالتی ۵ بر ۳ تیم النصرعربستان را شکست داد پرسپولیس در بازی فینال که ۱۹ دسامبر در ورزشگاه الجنوب برگزار شد ۲ بر ۱ از تیم اولسان شکست خورد و نایب قهرمان لیگ قهرمانان آسیا۲۰۲۰ شد.جایزه بازی جوانمردانه هم به تیم باشگاه فوتبال اولسان هیوندای رسید.
وی پس از ناکامی در این تیم پس از شش ماه حضور در این تیم در اسفند ۱۳۹۹ از پرسپولیس جدا شد.

### استقلال تهران
او پس از فسخ قرارداد با پرسپولیس، در ۲۳ اسفند ۱۳۹۹ با عقد قراردادی یک و نیم ساله به باشگاه استقلال پیوست.
وی بعد از ۴ بازی پس از عقد قراردادش با استقلال در نیمکت استقلال نشست و در دقایق پایانی بازی استقلال و صنعت نفت به زمین آمد و در ثانیه‌های پایانی زمانی که بازی ۰–۰ مساوی بود یک گل ۳ امتیازی به ثمر رساند. سه بازی بعد در بازی استقلال و پدیده او در ترکیب اصلی حضور یافت و در ابتدای نیمه دوم با یک شوت از راه دور زیبا باز هم استقلال را به گل رساند و این گل هم ۳ امتیاز به همراه داشت. بعد از ۹۳۴ دقیقه نیمکت نشینی وی در فصل ۱۴۰۰–۱۴۰۱ در جام حذفی مقابل نود ارومیه هنگامی که استقلال ۱–۰ از حریف خود عقب بود به زمین آمد و در همان دقایق ابتدایی حضورش یک گل به ثمر رساند تا استقلال را از باخت نجات دهد و بازی را به پنالتی بکشاند؛ در بازی بعد در مقابل پدیده در لیگ برتر هم او در ترکیب اصلی حضور داشت و گل سوم تیمش را به ثمر رساند. همچنین در بازی برگشت با پدیده، او گل سه امتیازی به ثمر رساند و نقش مهمی در قهرمانی استقلال داشت. وی در ۷ تیر ۱۴۰۱، قراردادی خود با استقلال را دو فصل دیگر تمدید کرد و همراه با استقلال قهرمان سوپر جام فوتبال ایران ۱۴۰۱ شد.وی همراه با استقلال عنوان نایب قهرمانی جام حذفی فوتبال ایران ۰۲–۱۴۰۱ را کسب کرد.

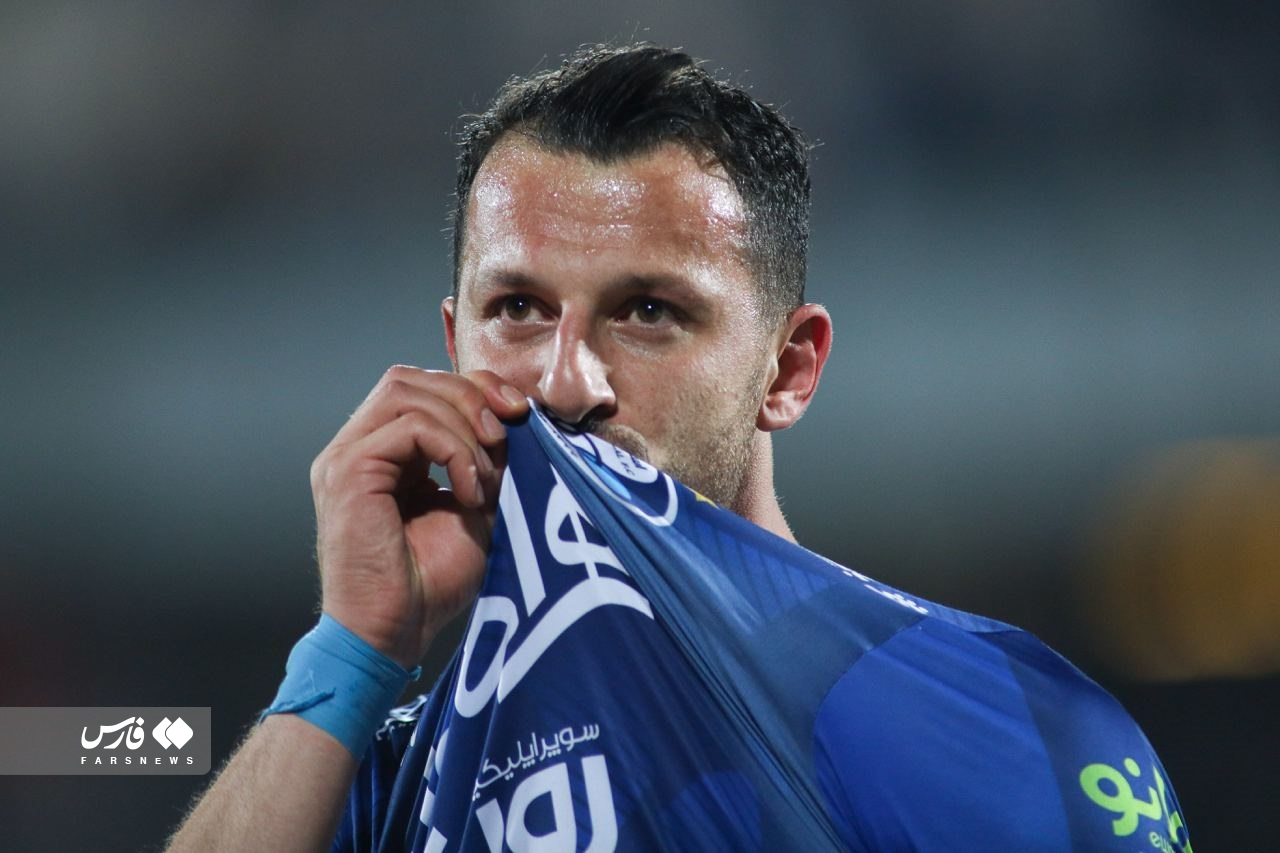
آرمان رمضانی و بوسه بر لوگوی استقلال پس از به ثمر رساندن گل قهرمانی استقلال در لیگ برتر ۰۱–۱۴۰۰

پس از تغییرات کادرفنی استقلال و پیوستن جواد نکونام به عنوان سرمربی استقلال وی در لیست مازاد این سرمربی قرار گرفت باشگاه استقلال در ۱۴ مرداد ۱۴۰۲ اعلام کرد که وی با بخشیدن قسمت قابل توجهی از مطالبات خود، رسماً از جمع آبی‌پوشان پایتخت جدا شد. اما پس از ناتوانی باشگاه استقلال و علی خطیر در جذب بازیکن جدید با دستور جواد نکونام دوباره به استقلال بازگشت.
آرمان رمضانی در ابتدای فصل لیگ برتر ۰۴–۱۴۰۳ قرارداد خود را به مدت دو فصل دیگر تمدید کرد. وی در اولین بازی پنجمین فصل حضور خود در استقلال، اولین گل فصل استقلال و خودش را در مقابل شمس آذر قزوین به ثمر رساند.

### ذوب‌آهن اصفهان
رمضانی که سابقه پوشیدن پیراهن دو تیم پرسپولیس و استقلال را در سابقه کارنامه خود دارد، با امضای قرارداد در ۵ بهمن ۱۴۰۳ به تیم فوتبال ذوب‌آهن پیوست.

## آمار باشگاهی
تا تاریخ ۲۵ اردیبهشت ۱۴۰۴
| عملکرد            | عملکرد            | عملکرد            | لیگ  | لیگ | جام      | جام      | قاره‌ای | قاره‌ای | مجموع | مجموع |
| فصل               | باشگاه            | لیگ               | بازی | گل  | بازی     | گل       | بازی   | گل     | بازی  | گل    |
| —                 | —                 | —                 | لیگ  | لیگ | جام حذفی | جام حذفی | آسیا   | آسیا   | مجموع | مجموع |
| ----------------- | ----------------- | ----------------- | ---- | --- | -------- | -------- | ------ | ------ | ----- | ----- |
| ۲۰۱۲–۲۰۱۳         | ملوان             | لیگ برتر          | ۶    | ۰   | ۰        | ۰        | –      | –      | ۶     | ۰     |
| ۲۰۱۳–۲۰۱۴         | ملوان             | لیگ برتر          | ۳    | ۰   | ۰        | ۰        | –      | –      | ۳     | ۰     |
| مجموع ملوان       | مجموع ملوان       | مجموع ملوان       | ۹    | ۰   | ۰        | ۰        | –      | –      | ۹     | ۰     |
| ۲۰۱۳–۲۰۱۴         | فجر سپاسی         | لیگ برتر          | ۹    | ۱   | ۰        | ۰        | –      | –      | ۹     | ۱     |
| مجموع فجر سپاسی   | مجموع فجر سپاسی   | مجموع فجر سپاسی   | ۹    | ۱   | ۰        | ۰        | –      | –      | ۹     | ۱     |
| ۲۰۱۴–۲۰۱۵         | ملوان             | لیگ برتر          | ۲    | ۰   | ۰        | ۰        | –      | –      | ۲     | ۰     |
| مجموع ملوان       | مجموع ملوان       | مجموع ملوان       | ۲    | ۰   | ۰        | ۰        | –      | –      | ۲     | ۰     |
| ۲۰۱۵–۲۰۱۶         | فجر سپاسی         | لیگ آزادگان       | ۳    | ۱   | ۰        | ۰        | –      | –      | ۳     | ۱     |
| مجموع فجر سپاسی   | مجموع فجر سپاسی   | مجموع فجر سپاسی   | ۳    | ۱   | ۰        | ۰        | –      | –      | ۳     | ۱     |
| ۲۰۱۵–۲۰۱۶         | پاس همدان         | لیگ آزادگان       | ۱۹   | ۱   | ۰        | ۰        | –      | –      | ۱۹    | ۱     |
| مجموع پاس همدان   | مجموع پاس همدان   | مجموع پاس همدان   | ۱۹   | ۱   | ۰        | ۰        | –      | –      | ۱۹    | ۱     |
| ۲۰۱۶–۲۰۱۷         | مس رفسنجان        | لیگ آزادگان       | ۳۱   | ۶   | ۰        | ۰        | –      | –      | ۳۱    | ۶     |
| مجموع مس رفسنجان  | مجموع مس رفسنجان  | مجموع مس رفسنجان  | ۳۱   | ۶   | ۰        | ۰        | –      | –      | ۳۱    | ۶     |
| ۲۰۱۷–۲۰۱۸         | اکسین البرز       | لیگ آزادگان       | ۱۷   | ۳   | ۲        | ۱        | –      | –      | ۱۹    | ۴     |
| مجموع اکسین البرز | مجموع اکسین البرز | مجموع اکسین البرز | ۱۷   | ۳   | ۲        | ۱        | –      | –      | ۱۹    | ۴     |
| ۲۰۱۷–۲۰۱۸         | سایپا             | لیگ برتر          | ۱۳   | ۵   | ۰        | ۰        | –      | –      | ۱۳    | ۵     |
| ۲۰۱۸–۲۰۱۹         | سایپا             | لیگ برتر          | ۳۰   | ۳   | ۴        | ۱        | ۲      | ۲      | ۳۶    | ۶     |
| ۲۰۱۹–۲۰۲۰         | سایپا             | لیگ برتر          | ۲۸   | ۴   | ۲        | ۰        | –      | –      | ۳۰    | ۴     |
| مجموع سایپا       | مجموع سایپا       | مجموع سایپا       | ۷۱   | ۱۲  | ۶        | ۱        | ۲      | ۲      | ۷۹    | ۱۵    |
| ۲۰۲۰–۲۰۲۱         | پرسپولیس          | لیگ برتر          | ۹    | ۰   | ۰        | ۰        | ۶      | ۰      | ۱۵    | ۰     |
| مجموع پرسپولیس    | مجموع پرسپولیس    | مجموع پرسپولیس    | ۹    | ۰   | ۰        | ۰        | ۶      | ۰      | ۱۵    | ۰     |
| ۲۰۲۰–۲۰۲۱         | استقلال           | لیگ برتر          | ۱۲   | ۲   | ۱        | ۰        | ۴      | ۰      | ۱۷    | ۲     |
| ۲۰۲۱–۲۰۲۲         | استقلال           | لیگ برتر          | ۱۶   | ۲   | ۳        | ۱        | ۰      | ۰      | ۱۹    | ۳     |
| ۲۰۲۲–۲۰۲۳         | استقلال           | لیگ برتر          | ۱۵   | ۰   | ۴        | ۱        | –      | –      | ۱۹    | ۱     |
| ۲۰۲۳–۲۰۲۴         | استقلال           | لیگ برتر          | ۲۷   | ۳   | ۱        | ۰        | –      | –      | ۲۸    | ۳     |
| ۲۰۲۴–۲۰۲۵         | استقلال           | لیگ برتر          | ۱۲   | ۱   | ۱        | ۰        | ۴      | ۰      | ۱۷    | ۱     |
| مجموع استقلال     | مجموع استقلال     | مجموع استقلال     | ۸۲   | ۸   | ۱۰       | ۲        | ۸      | ۰      | ۱۰۰   | ۱۰    |
| ۲۰۲۴–۲۰۲۵         | ذوب‌آهن            | لیگ برتر          | ۹    | ۰   | ۱        | ۰        | –      | –      | ۱۰    | ۰     |
| مجموع ذوب‌آهن      | مجموع ذوب‌آهن      | مجموع ذوب‌آهن      | ۹    | ۰   | ۱        | ۰        | –      | –      | ۱۰    | ۰     |
| مجموع آمار        | مجموع آمار        | مجموع آمار        | ۲۶۱  | ۳۲  | ۱۹       | ۴        | ۱۶     | ۲      | ۲۹۶   | ۳۸    |

## افتخارات

### باشگاهی

#### پرسپولیس
- نایب قهرمانی لیگ قهرمانان آسیا (۱): ۲۰۲۰[۴۱]

#### استقلال
- قهرمانی لیگ برتر خلیج فارس (۱): ۰۱–۱۴۰۰[۴۲]
- نایب قهرمانی لیگ برتر خلیج فارس (۱): ۰۳–۱۴۰۲
- قهرمانی سوپر جام فوتبال ایران (۱): ۱۴۰۱[۴۳]
- نایب قهرمانی جام حذفی فوتبال ایران (۲): ۰۰–۱۳۹۹،[۴۴] ۰۲–۱۴۰۱[۴۵]